# Kalce-Naklo
Kalce - Naklo este o localitate din comuna Krško, Slovenia, cu o populație de 157 de locuitori.